# Tom Brady
Thomas Edward Patrick Brady Jr., més conegut com a Tom Brady   (San Mateo, 3 d'agost de 1977), és un jugador estatunidenc de futbol americà, àmpliament considerat com el millor rerequart de tots els temps. Va invertir els 20 primers anys de la seva carrera professional als New England Patriots de la National Football League (NFL), en què va conduir l'equip a nou Super Bowls i en va guanyar sis, essent proclamat MVP de la Super Bowl en quatre ocasions; les tres xifres són rècord. Al llarg de la seva carrera, també ha guanyat tres premis MVP de l'NFL. Actualment és jugador dels Tampa Bay Buccaneers de l'NFL.

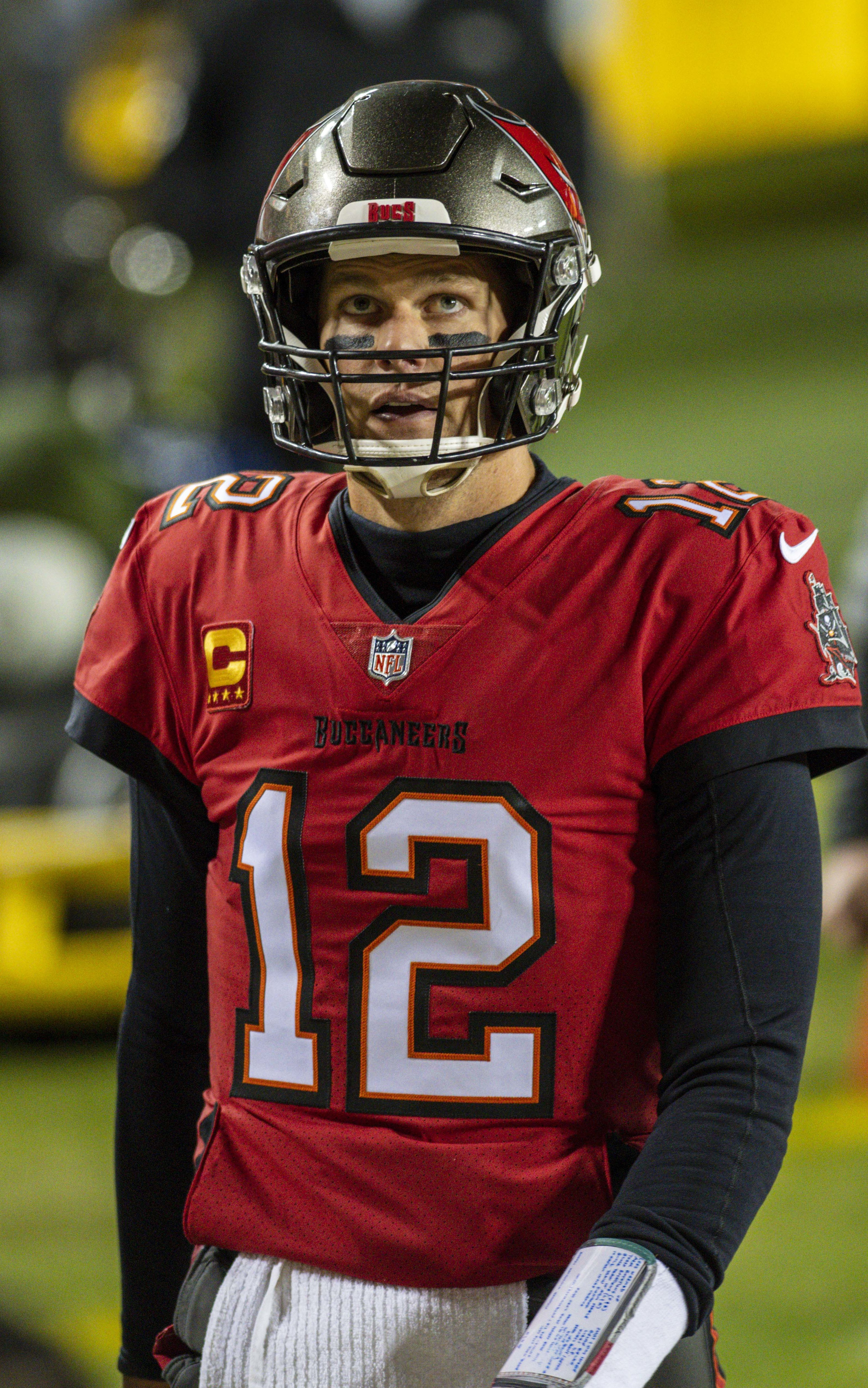
Brady amb els Tampa Bay Buccaneers el 2021

Després de jugar quatre temporades per la Universitat de Michigan, els Patriots van reclutar Brady al Draft de l'NFL del 2000. En la seva segona temporada a l'NFL, una lesió del rerequart titular Drew Bledsoe va cedir a Brady la titularitat, que va aprofitar per convertir-se en el segon rerequart en guanyar la Super Bowl en el seu primer any com a titular. Brady és l'únic rerequart amb més de 200 victòries a l'NFL i mai no ha tengut una temporada amb més derrotes que victòries. Als playoffs, Brady té un registre de victòries-derrotes de 30-11, sent per tant el jugador amb més victòries i més aparicions a la posttemporada de l'NFL.

## Estadístiques

### Jugador universitari
| NCAA   | NCAA                | NCAA | Jugades de passada | Jugades de passada | Jugades de passada | Jugades de passada | Jugades de passada | Jugades de passada | Jugades de passada | Jugades de passada | Jugades de passada | Jugades de passada | Jugades de passada |
| ANY    | EQUIP               | P    | Cmp                | Pas                | Cmp%               | Ids                | PTD                | TD%                | Int                | Int%               | I/Pas              | I/Cmp              | I/P                |
| ------ | ------------------- | ---- | ------------------ | ------------------ | ------------------ | ------------------ | ------------------ | ------------------ | ------------------ | ------------------ | ------------------ | ------------------ | ------------------ |
| 1996   | Michigan Wolverines | 2    | 3                  | 5                  | 60.0               | 26                 | 0                  | 0.0                | 1                  | 20.0               | 5.2                | 8.7                | 13.0               |
| 1997   | Michigan Wolverines | 4    | 12                 | 15                 | 80.0               | 103                | 0                  | 0.0                | 0                  | 0.0                | 6.9                | 8.6                | 25.8               |
| 1998   | Michigan Wolverines | 12   | 200                | 323                | 61.9               | 2427               | 14                 | 4.3                | 10                 | 3.1                | 7.5                | 12.1               | 202.3              |
| 1999   | Michigan Wolverines | 11   | 180                | 295                | 61.0               | 2217               | 16                 | 5.4                | 6                  | 2.0                | 7.5                | 12.3               | 201.5              |
| TOTALS | TOTALS              | 29   | 395                | 638                | 61.9               | 4773               | 30                 | 4.7                | 17                 | 2.7                | 7.5                | 12.1               | 164.6              |